# Olympische Winterspiele 1968/Rennrodeln – Einsitzer (Frauen)
Der Frauen-Einsitzer im Rennrodeln bei den Olympischen Winterspielen 1968 in Grenoble bestand aus drei Läufen, von denen zwei am 11. und einer am 13. Februar 1968 ausgetragen wurden. Austragungsort war das Piste de luge. Am Start waren 26 Teilnehmerinnen aus 10 Ländern, von denen 22 in die Wertung kamen. Olympiasieger wurde Erika Lechner aus Italien mit einer Gesamtzeit von 2:28,66 Minuten. Die Silbermedaille holte Christa Schmuck vor ihrer Landsfrau Angelika Dünhaupt aus der Bundesrepublik Deutschland, die die Bronzemedaille gewann. Die Sportlerinnen Ortrun Enderlein, Anna-Maria Müller und Angela Knösel aus der DDR lagen nach drei Läufen auf den Plätzen eins, zwei und vier. Kurz vor dem Start des dritten Laufs hatte der polnische Juryvorsitzende Lucjan Świderski eine Stichkontrolle durchgeführt und dabei festgestellt, dass die Kufen von Enderleins Schlitten erhitzt worden waren. Da dies seit 1964 gemäß dem Reglement des internationalen Verbandes FIL verboten war, wurden Enderlein, Müller und Knösel daraufhin von der Jury disqualifiziert.

## Titelträger
| Olympiasieger | Ortrun Enderlein ( Deutsche Demokratische Republik) |
| Weltmeister   | Ortrun Enderlein ( Deutsche Demokratische Republik) |

## Ergebnis
| Rang | Athletin              | Land               | Lauf 1   | Lauf 1 | Lauf 2   | Lauf 2 | Lauf 3   | Lauf 3 | Gesamt     | Gesamt     |
| Rang | Athletin              | Land               | Zeit (s) | Rang   | Zeit (s) | Rang   | Zeit (s) | Rang   | Zeit (min) | Zeit (min) |
| ---- | --------------------- | ------------------ | -------- | ------ | -------- | ------ | -------- | ------ | ---------- | ---------- |
| 001  | Erika Lechner         | Italien            | 48,76    | 1      | 49,39    | 1      | 50,51    | 5      | 2:28,66    |            |
| 002  | Christa Schmuck       | BR Deutschland     | 49,15    | 2      | 49,84    | 2      | 50,38    | 3      | 2:29,37    |            |
| 003  | Angelika Dünhaupt     | BR Deutschland     | 49,34    | 4      | 49,88    | 3      | 50,34    | 2      | 2:29,56    |            |
| 004  | Helena Macher         | Polen              | 49,55    | 5      | 50,02    | 5      | 50,48    | 4      | 2:30,05    |            |
| 005  | Jadwiga Damse         | Polen              | 49,64    | 6      | 50,43    | 11     | 50,08    | 1      | 2:30,15    |            |
| 006  | Dana Beldová          | Tschechoslowakei   | 49,22    | 3      | 50,36    | 10     | 50,77    | 9      | 2:30,35    |            |
| 007  | Anna Mąka             | Polen              | 49,69    | 8      | 50,05    | 6      | 50,66    | 6      | 2:30,40    |            |
| 008  | Ute Gähler            | BR Deutschland     | 49,78    | 10     | 49,93    | 4      | 50,71    | 7      | 2:30,42    |            |
| 009  | Helene Thurner        | Österreich         | 49,64    | 6      | 50,15    | 7      | 50,71    | 7      | 2:30,50    |            |
| 010  | Marlene Korthals      | Österreich         | 49,72    | 9      | 50,31    | 8      | 51,30    | 12     | 2:31,33    |            |
| 011  | Oldřiška Hátlová      | Tschechoslowakei   | 50,16    | 11     | 50,35    | 9      | 51,14    | 10     | 2:31,65    |            |
| 012  | Linda Bocock          | Kanada             | 50,64    | 13     | 50,54    | 13     | 51,28    | 11     | 2:32,46    |            |
| 013  | Berit Salomonsson     | Schweden           | 50,89    | 14     | 51,35    | 17     | 51,31    | 13     | 2:33,55    |            |
| 014  | Kathleen Ann Roberts  | Vereinigte Staaten | 50,62    | 12     | 51,04    | 15     | 51,94    | 15     | 2:33,60    |            |
| 015  | Elfriede Wäger        | Österreich         | 51,93    | 18     | 50,44    | 12     | 52,04    | 17     | 2:34,41    |            |
| 016  | Ellen Williams        | Vereinigte Staaten | 51,67    | 16     | 51,09    | 16     | 52,39    | 19     | 2:35,15    |            |
| 017  | Sheila Johansen       | Vereinigte Staaten | 51,21    | 15     | 51,90    | 19     | 52,36    | 18     | 2:35,47    |            |
| 018  | Martha Diplock        | Kanada             | 51,94    | 19     | 51,51    | 18     | 52,03    | 16     | 2:35,48    |            |
| 019  | Sylvette Grassi       | Frankreich         | 51,85    | 17     | 52,08    | 20     | 52,55    | 21     | 2:36,48    |            |
| 020  | Jacqueline Barasinski | Frankreich         | 51,96    | 20     | 52,39    | 21     | 52,44    | 20     | 2:36,79    |            |
| 021  | Erica Prugger         | Italien            | 1:01,90  | 21     | 50,91    | 14     | 51,40    | 14     | 2:44,21    |            |
| DNF  | Cristina Pabst        | Italien            | –        | –      | –        | DNF    | –        |        | –          |            |
| DSQ  | Phyllis Walter        | Kanada             | –        | DSQ    | –        | DSQ    | –        | DSQ    | –          |            |
| DSQ  | Ortrun Enderlein      | DDR                | 48,74    | DSQ    | 49,34    | DSQ    | 49,96    | DSQ    | 2:28,04    |            |
| DSQ  | Anna-Maria Müller     | DDR                | 48,88    | DSQ    | 49,26    | DSQ    | 49,92    | DSQ    | 2:28,06    |            |
| DSQ  | Angela Knösel         | DDR                | 49,12    | DSQ    | 49,65    | DSQ    | 50,16    | DSQ    | 2:28,93    |            |